# Konstantin Wiktorowitsch Ponomarjow
Konstantin Wiktorowitsch Ponomarjow (russisch Константин Викторович Пономарёв, englisch Konstantin Viktorovich Ponomaryov, fälschlicherweise auch Ponomarev; * 1. Januar 1981) ist ein ehemaliger russischer Radrennfahrer.

## Sportliche Laufbahn
2001 sowie 2003 wurde Konstantin Ponomarjow gemeinsam mit Alexei Schmidt Vize-Europameister (U23) im Zweier-Mannschaftsfahren. 2005 errang er drei Medaillen Europameisterschaften; Silber im Dernyrennen und jeweils Bronze im Omnium sowie mit Schmidt im Zweier-Mannschaftsfahren.
Ab 2006 fuhr Ponomarjov für das russische Continental Team Omnibike Dynamo Moscow. Beim Bahnrad-Weltcup in Moskau belegte er 2006 mit seinem Landsmann und Teamkollegen Alexei Schmidt den zweiten Platz beim Madison. Bei der Tour of South China Sea gewann er kurz darauf die zweite Etappe. 2007 beendete er seine Radsportlaufbahn.

## Erfolge
2001
- Europameisterschaft (U23) – Zweier-Mannschaftsfahren (mit 
Alexei Schmidt)

2003
- Europameisterschaft (U23) – Zweier-Mannschaftsfahren (mit 
Alexei Schmidt)

2005
- Europameisterschaft – Dernyrennen
- Europameisterschaft – Omnium, Zweier-Mannschaftsfahren (mit 
Alexei Schmidt)

2006
- eine Etappe Tour of the South China Sea